# Autobahnkreuz Kerpen
Das Kreuz Kerpen (Abkürzung: AK Kerpen; Kurzform: Kreuz Kerpen) ist ein Autobahnkreuz in Nordrhein-Westfalen, das sich bei Köln befindet. Hier kreuzen sich die A 4 (Aachen – Eisenach – Görlitz) (E 40) und die A 61 (Mönchengladbach – Koblenz – Hockenheim).

## Geographie
Das Kreuz liegt auf dem Gebiet der Stadt Kerpen. Es befindet sich etwa 20 Kilometer westlich von Köln und etwa 45 Kilometer östlich von Aachen. Das Kreuz befindet sich in einem Ausläufer des Naturpark Kottenforst-Ville. Unweit des Kreuzes liegt das Schloss Loersfeld.
Das Autobahnkreuz trägt auf der A 4 die Nummer 8, auf der A 61 die Nummer 20.

## Ausbauzustand
Das Kreuz hat die Form eines angepassten Kleeblatts. Die A 4 ist in diesem Bereich sechsspurig ausgebaut. Die A 61 ist auf vier Fahrstreifen befahrbar. Alle Rampen sind einstreifig.
Es bildet auf der A 4 eine Doppelanschlussstelle mit der AS Kerpen.

## Verkehrsaufkommen
Das Kreuz wurde im Jahr 2015 täglich von etwa 146.000 Fahrzeugen befahren.
| Von                    | Nach                  | Durchschnittliche tägliche Verkehrsstärke | Durchschnittliche tägliche Verkehrsstärke | Durchschnittliche tägliche Verkehrsstärke | Anteil Schwerlastverkehr | Anteil Schwerlastverkehr | Anteil Schwerlastverkehr |
| Von                    | Nach                  | 2005                                      | 2010                                      | 2015                                      | 2005                     | 2010                     | 2015                     |
| ---------------------- | --------------------- | ----------------------------------------- | ----------------------------------------- | ----------------------------------------- | ------------------------ | ------------------------ | ------------------------ |
| AS Kerpen (A 4)        | AK Kerpen             | 68.900                                    | 82.700                                    | 87.700                                    | 17,6 %                   | 16,2 %                   | 15,0 %                   |
| AK Kerpen              | AS Frechen-Nord (A 4) | 76.700                                    | 87.600                                    | 95.600                                    | 13,5 %                   | 13,3 %                   | 12,6 %                   |
| AS Bergheim-Süd (A 61) | AK Kerpen             | 49.400                                    | 53.900                                    | 61.200                                    | 17,9 %                   | 14,6 %                   | 14,8 %                   |
| AK Kerpen              | AS Türnich (A 61)     | 49.600                                    | 43.200                                    | 47.400                                    | 18,0 %                   | 21,3 %                   | 21,0 %                   |